# The New America
The New America är Bad Religions elfte studioalbum, utgivet 9 maj 2000. Det var deras sista på skivbolaget Atlantic, då de sen gick tillbaka till Epitaph. Det var också det sista med trummisen Bobby Schayer.
Bandets tidigare gitarrist Brett Gurewitz gästade albumet på låten "Believe It", som han också skrev tillsammans med Greg Graffin. Gurewitz återkom som fullvärdig medlem på det nästföljande albumet The Process of Belief.

## Låtlista
Samtliga låtar skrivna av Greg Graffin, om annat inte anges.
1. "You've Got a Chance" - 3:40
2. "It's a Long Way to the Promise Land" - 2:28
3. "A World Without Melody" - 2:32
4. "New America" - 3:24
5. "1000 Memories" - 3:00
6. "A Streetkid Named Desire" - 3:17
7. "Whisper in Time" - 2:32
8. "Believe It" (Greg Graffin/Brett Gurewitz) - 3:41
9. "I Love My Computer" - 3:05
10. "The Hopeless Housewife" - 2:59
11. "There Will Be a Way" - 2:52
12. "Let It Burn" - 2:44
13. "Don't Sell Me Short" - 3:57
Bonuslåtar
14. "The Fast Life" - 2:01 (Europa och Japan)
15. "Queen of the 21st Century" - 4:17 (Japan)